# 小甸屯
39°36′09″N 116°46′56″E / 39.602528°N 116.782303°E
小甸屯位于通州区最南端的自然村，南部和河北省廊坊市开发区南营村相邻，东南部与廊坊开发区乃子房村接壤，东南部2公里外为天津市武清区利尚屯村，西部毗邻大兴区采育镇。创立人为清朝山东籍官员张锦。将在不久的规划中被整体搬迁。